# Каміль Стох
Каміль Виктор Стох (пол. Kamil Wiktor Stoch) — польський стрибун на лижах з трампліна, триразовий олімпійський чемпіон, доразовий чемпіон світу, п'ятиразовий переможець змагань за Кубок світу, переможець Літнього континентального кубка в 2010 році, шестиразовий індивідуальний чемпіон Польщі.
Свій дебют у змаганнях за Кубок світу 17 січня 2004 року в Закопаному закінчив на сорок дев'ятому місці. Перші пункти здобув 11 лютого 2005 року в Праджелато де зайняв 7 місце. На Чемпіонаті світу в 2009 році був четвертим. Через рік з'явився на Олімпійських іграх у Ванкувері. 
Перший раз стояв на подіумі Кубка світу 23 січня 2011, вигравши в своєму рідному Закопаному. У сезоні 2010/2011 зайняв десяте місце у загальній класифікації, тричі виграв конкурс. Наступного сезону стояв на подіумі сім разів і посів п'яте місце у загальній класифікації та шосте місце класифікації польотів.
Першу золоту олімпійську медаль Каміль Стох виборов на іграх у Сочі в змаганнях на нормальному трампліні.